# Lophiotoma cingulifera
Lophiotoma cingulifera är en snäckart som först beskrevs av Jean-Baptiste Lamarck 1822.  Lophiotoma cingulifera ingår i släktet Lophiotoma och familjen Turridae. Inga underarter finns listade i Catalogue of Life.

## Bildgalleri

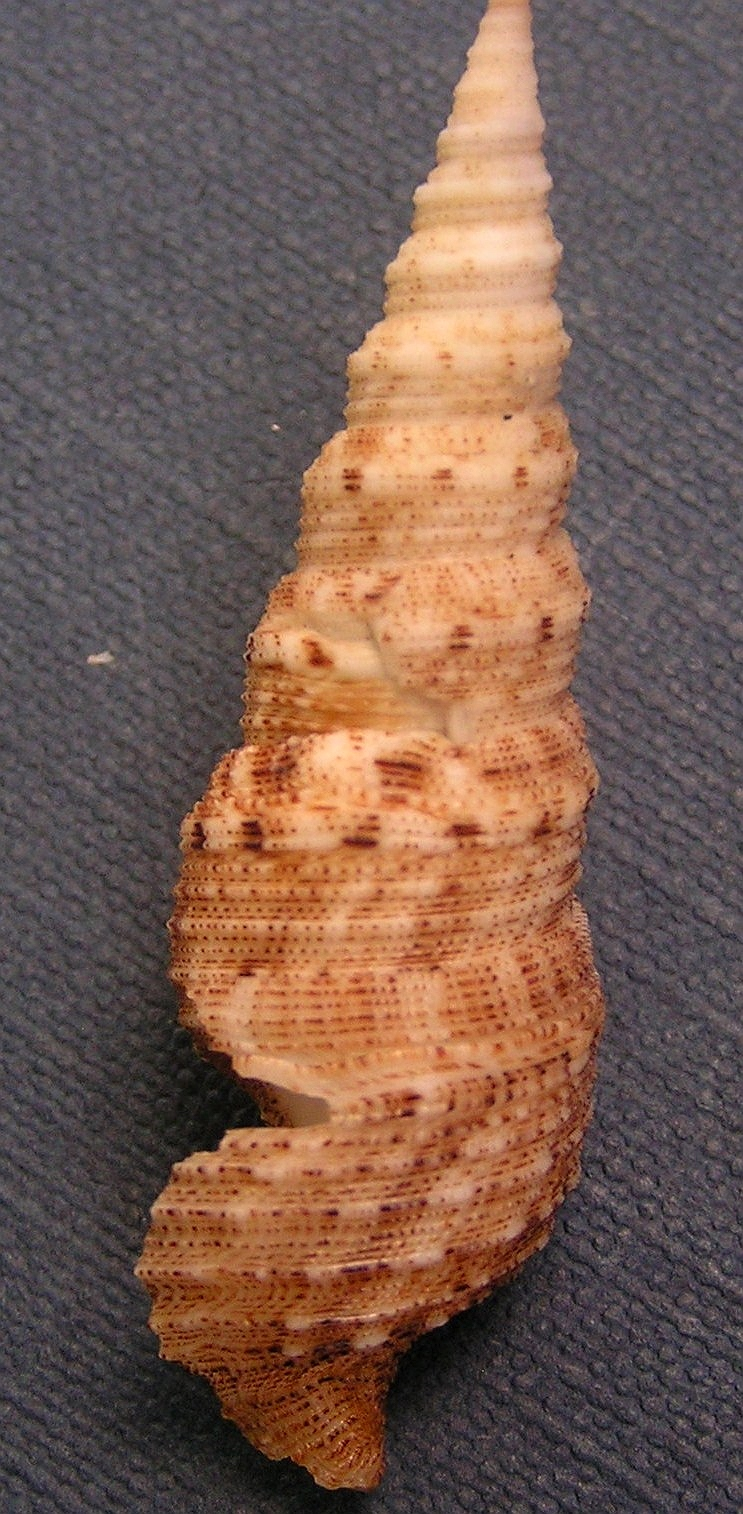